# Свистун тиморський
Свистун тиморський (Pachycephala orpheus) — вид горобцеподібних птахів родини свистунових (Pachycephalidae). Мешкає в Індонезії і Східному Тиморі.

## Опис
Довжина птаха становить 14 см. Верхня частина голови у самця сіра, лоб, "брови" і смуги перед очима світло-сірі, скроні рудувато-коричневі. Верхня частина тіла зеленувато-оливково-коричнева, надхвістя і верхня покривні пера хвоста жовтуваті, стернові пера коричневі. Горло біле, нижня частина тіла буро-бежева, боки і нижня частина живота світліші. Гузка жовта. Райдужки темно-карі, дзьоб чорний. Самиці схожі на самців, однак верхня частина тіла у них не так сильно контрастує з нижньою. У молодих птахів груди поцятковані темними смужками.

## Поширення і екологія
Тиморські свистуни мешкають на островах Тимор, Атауро, Ветар і Ліран. Живуть в тропічних рівнинних і магрових лісах на висоті до 1200 м над рівнем моря.